# Leopold Jessner
Leopold Jessner (Königsberg, 3 de março de 1878 – Hollywood, 13 de dezembro de 1945) foi um produtor e diretor de cinema alemão, adepto do expressionismo. Suas inovações ousadas na década de 1920 lhe renderam reputação internacional.

## Biografia e trabalhos
Em sua juventude, trabalhou como ator em turnê. Começou a dirigir em 1904, e de 1905 a 1915 foi diretor do Teatro Thalia em Hamburgo. Como diretor do Teatro Estadual de Berlim (1919-30), produziu peças clássicas e contemporâneas em um palco vazio apresentando níveis graduados e lances de escada (Jessnertreppen) que serviam no lugar das mudanças de cena como plataformas para diferentes ações.
Entre as memoráveis montageis no Teatro Estadual de Berlim estão Wilhelm Tell de Schiller em 1919, Ricardo III de Shakespeare em 1920 e um Hamlet moderno com a intenção de criticar a Alemanha dos anos 1920. A maioria das produções traziam o proeminente ator alemão Fritz Kortner nos papéis principais.
Jessner treinou seus atores para adotar uma maneira simplificada e antinaturalista, que foi especialmente eficaz para interpretações dos personagens possuídos e frenéticos nas peças de Frank Wedekind, pioneiro expressionista. Muitas das produções de Jessner também empregaram sua teoria de que o ritmo poderia ser usado simbolicamente para enfatizar a ação dramática. Isso ficou evidente em sua produção mais famosa, Marquis von Keith, de Wedekind, em 1920, feita em velocidade dupla.
Socialista e judeu, Jessner foi um inovador do teatro ativo até 1933, quando emigrou da Alemanha nazista para trabalhar com grupos itinerantes em Rotterdam e Tel Aviv. Em 1939, Jessner mudou-se para Hollywood, onde se envolveu anonimamente com o trabalho de cinema até sua morte.

## Filmografia
- Hintertreppe (Dirigido com Paul Leni, 1921)
- Erdgeist (Espírito da Terra, filme mudo, 1923)
- Mary Stuart (filme mudo, Dirigido com Friedrich Feher, 1927)
- Filhos da Névoa (Dirigido com John Quin, 1935)